# Globale Allianz für saubere Kochherde
Die globale Allianz für saubere Kochherde (Global Alliance for Clean Cookstoves) ist ein 2010 von der United Nations Foundation initiiertes Programm zur Verbreitung von sauberen und effizienten Kochherden (Improved Cookstoves, ICS) in der Bevölkerung von Schwellen- und Entwicklungsländern, das unter anderem auch vom Bundesministerium für wirtschaftliche Zusammenarbeit und Entwicklung unterstützt wird. Vorläufer war das Partnership for Clean Indoor Air (PCIA) der amerikanischen Umweltbehörde EPA.

## Anlass
Die Nahrungszubereitung an offenen Feuerstellen in geschlossenen Räumen hat zahlreiche negative Auswirkungen: Zum einen werden vor allem die mit der Nahrungszubereitung beschäftigten Frauen und Kinder durch Innenraumluft-Verschmutzung (Indoor Air Pollution, IAP), vorwiegend (Staub/Feinstaub, Kohlenmonoxid und unverbrannte Kohlenwasserstoffe), geschädigt – man geht hier von bis zu 3,5–4 Millionen Toten pro Jahr aus. Zum anderen wird bei Verwendung von Holz als Brennstoff auch die Abholzung von Wäldern durch den hohen Bedarf an Brennholz bei ineffizienter Verbrennung vorangetrieben. Zudem ergibt sich aus einer Verringerung des Brennholzbedarfes ein weiterer Vorteil: Entweder muss weniger Geld für Feuerholz ausgegeben werden oder es steht durch die eingesparte Zeit beim Brennholzsammeln mehr Zeit für Arbeit/Schule zur Verfügung – ähnliches gilt auch für andere Brennstoffe.

## Lösungsansatz und Umsetzung
Eine effizientere und saubere Verbrennung ergibt sich vor allem, wenn die Verbrennungstemperatur erhöht und die Brennstoffausnutzung verbessert wird. Dies kann durch standardisierte, entweder vor Ort oder industriell hergestellte Kochherde erreicht werden. Ganz ohne Brennstoffe und Verbrennungsrückstände kommen Solarkocher aus, die in vielen sonnenreichen Staaten praktisch das ganze Jahr über genutzt werden können.
Aus vorhergehenden Programmen hat man gelernt, dass es keine Universallösung gibt, sondern der verwendete Kochherd auf die jeweils lokalen Gewohnheiten (Kochen auf dem Boden oder im Stehen, Gardauer, Rührvorgang, vorhandener Brennstoff etc.) angepasst sein muss. Dementsprechend gibt es eine Vielzahl von verschiedenen Kochherden (Stand Oktober 2015: 299), die lokal verteilt bzw. vertrieben werden. Die Kochherde, die an dem Programm teilnehmen, müssen bestimmte Mindestanforderungen, die durch Tests nachgewiesen werden, erfüllen.
Das Programm wird mit Hilfe zahlreicher Regierungsorganisationen, NGOs, zahlreichen Social Entrepreneurs aber auch großen Konzernen umgesetzt und wird auch durch den Handel mit CO2-Ausgleichshandel finanziert.
Das Ziel ist es, bis ins Jahr 2020 hundert Millionen saubere und effiziente Kochherde verbreitet zu haben. 2015 sind 63 Millionen erreicht.